# Cobaea aschersoniana
Cobaea aschersoniana är en blågullsväxtart som beskrevs av August Brand. Cobaea aschersoniana ingår i släktet Cobaea, och familjen blågullsväxter. Inga underarter finns listade i Catalogue of Life.